# شيلي روي
شيلي روي (بالإنجليزية: Shelley Roy)‏ مواليد 2 أغسطس 1974، هي لاعبة كرة يد أسترالية تلعب كظهير أيسر. مثلت منتخب أستراليا لكرة اليد للسيدات.

## سجل المنافسة
شاركت في البطولات التالية:
- بطولة العالم لكرة اليد للسيدات 2013